# Adriana Fonseca
Adriana Fonseca Castellanos (Veracruz, 16 de marzo de 1979) es una actriz mexicana.

## Biografía
Adriana Fonseca fue el rostro de El Heraldo de México en 1998. Debutó como actriz en la telenovela Pueblo chico, infierno grande. Posteriormente, en 1998, participó en La usurpadora para luego protagonizar Amigos por siempre en el 2000.
Su primer protagónico lo obtuvo en el 2001 en la minitelenovela titulada Mujer bonita, con René Strickler.
En 2003 antagonizó Mariana de la noche y en 2005 interpretó el papel de Sandra en Contra viento y marea, donde compartió junto con Azela Robinson, Marlene Favela y Sebastián Rulli.
En 2007 protagonizó en Miami la telenovela Bajo las riendas del amor, del productor Ignacio Sada Madero, al lado de Gabriel Soto, Adamari López y Toño Mauri.
El 2012, hace su regreso a la televisión protagonizando Corazón valiente, de la cadena Telemundo, al lado de José Luis Reséndez. Interpretó a Ángela Valdez, una guardaespaldas, también compartió escena con Ximena Duque, Aylín Mujica, Fabián Ríos y Manuel Landeta.

## Filmografía

### Telenovelas
- Pueblo chico, infierno grande (1997), Jovita Ruán (joven)
- Gotita de amor (1998), Paola
- Preciosa (1998), Vanessa
- La usurpadora (1998), Verónica Soriano
- Rosalinda (1999), Lucía Pérez Romero
- Amigos por siempre (2000), Melissa Escobar #1
- Atrévete a olvidarme (2001), Andrea Rosales, la Guapa
- Mujer bonita  (2001), Fátima «Charito» Valtierra Merisa/Isabella Serrano Valtierra
- Mariana de la noche (2003-2004), Caridad Montenegro «Chachi» de Guerrero
- Contra viento y marea (2005), Sandra Serrano Rudell
- Bajo las riendas del amor (2007), Montserrat Linares
- Corazón valiente (2012-2013), Ángela Valdez
- Mi fortuna es amarte (2021), Lucía Nieto Paz de Ramírez
- Papás por conveniencia (2024), Paulina[1]

### Programas
- Bailando por un sueño (2005), concursante
- Tiempo final (2009), Pilar
- Mujeres asesinas (2009)
- Cecilia, prohibida[2] (2009), Cecilia Ruiz «Cecilia, prohibida»[3]

### Cine
- La tregua (2003), Laura Avellaneda
- 7 mujeres, 1 homosexual y Carlos (2004), Camila
- Por mujeres como tú (2004)
- Tu decides (2010)
- Por tu culpa (2012), Sara
- FriendZone (2014), Emma
- California Dreaming (2017), Manuela

### Teatro
- Mamá nos quita los novios (1998)
- Aventurera (2001), Elena Tejeros
- Los tiempos del salón México (2003), Paloma
- Las Arpías (2009-2010), Gina
- Divorciemonos mi amor (2011), Linda
- Departamento de soltero (2013)

## Premios y nominaciones

### Premios TVyNovelas
| Año  | Categoría               | Telenovela          | Resultado |
| ---- | ----------------------- | ------------------- | --------- |
| 2004 | Mejor actriz de reparto | Mariana de la noche | Nominada  |

### Premios Palmas de Oro 2004
| Categoría               | Telenovela          | Resultado |
| ----------------------- | ------------------- | --------- |
| Mejor actriz de reparto | Mariana de la noche | Ganadora  |

### Premios People en Español
| Año  | Categoría    | Telenovela       | Resultado |
| ---- | ------------ | ---------------- | --------- |
| 2012 | Mejor actriz | Corazón valiente | Nominada  |